# کیبارتای
کیبارتای (به لاتین: Kybartai) در لیتوانی با جمعیت۵٬۶۳۱نفر در آخرین سرشماری سال ۲۰۱۱ است که در Vilkaviškis district municipality واقع شده‌است.